# ゲリラ戦争
『ゲリラ戦争』(ゲリラせんそう。Guerrilla Warfare)はチェ・ゲバラによるゲリラ戦の戦略と戦術についての著作である。

## 概要
キューバ革命が成功した翌1960年4月にエルネスト・チェ・ゲバラ少佐が革命政府の国防省教育局から出版したのが本書の『ゲリラ戦争』である。これは1959年2月に発表した『ゲリラ兵士とは何か』という論文を紙上に発表しており、本書はこの時の内容を発展させたものである。
本書の構成は4章から成立している。その本質、戦略、戦術、戦闘法について分析した第一章のゲリラ戦の基本原則、社会変革者としてのゲリラ戦士、戦闘員としてのゲリラ戦士、ゲリラ部隊の組織などについて論じた第2章のゲリラ隊、補給や市民組織などの後方支援や民事作戦について述べた第3章のゲリラ戦線の組織、そして最後に最初の地下組織や権力の維持、キューバ情勢について述べた補遺がある。
まずゲリラ戦争を指導する上での三つの提議がなされている。それは第一に人民軍は正規軍に勝利することが可能であり、第二に革命の条件が待つ必要はなく、既存条件に基づいて革命軍の中核がその条件を作り出すことが可能であり、第三に開発途上においては農村が武力闘争の舞台となる。もし革命に最適な状況が望めないとしても自らの行動によって状況を作ることは可能である。しかし最低限の条件は存在する。ゲリラ戦争は戦争の法則に従うが、作戦の形態や手法、地理や社会の状況によって左右される特殊性を考慮しなければならない。